# Alvernia
L'Alvernia (in francese Auvergne, in occitano Auvèrnhe) è una regione storica della Francia.
A livello amministrativo, fu provincia fino alla ristrutturazione rivoluzionaria del 1790, nonché regione dal 1982 al 2015, per poi essere unita al Rodano-Alpi per formare la regione Alvernia-Rodano-Alpi.
Il suo capoluogo storico è Clermont-Ferrand; tra le altre città importanti figurano Vichy, Montluçon, Moulins, Aurillac e Le Puy-en-Velay.
Alla regione amministrativa d'Alvernia facevano capo quattro dipartimenti con tutte le loro suddivisioni: Allier, Cantal, Alta Loira e Puy-de-Dôme, per un totale di 1310 comuni.

## Geografia
L'Alvernia prende il nome dai celti Arverni.
La regione storica, come si presentava nel XVIII secolo, corrisponde all'incirca alla zona che comprende i dipartimenti di Cantal e Puy de Dome, una piccola parte del dipartimento dell'Alta Loira e il sud dell'Allier; tuttavia, il territorio degli Arverni arrivava alle porte delle città di Montluçon e di Moulins, e la città di Vellavis (attuale Velay) fu cliente degli Arverni.
La regione attuale corrisponde quindi alla più antica realtà storica.

Mappa dei paesi tradizionali d'Alvernia

La principale città dell'Alvernia è Clermont Ferrand, la cui area urbana, con più di 400 000 abitanti, raccoglie quasi un terzo della popolazione regionale. Clermont Ferrand è considerata attualmente la capitale di tutto il Massiccio Centrale.
Il paesaggio regionale varia molto, alternando continuamente valli, montagne, pascoli e foreste. Gran parte della regione si estende sul Massiccio Centrale, massiccio ercinico risalente alla fine del Paleozoico che si estende per quasi un sesto della superficie totale della Francia; si tratta di un altopiano intervallato da profonde valli con episodi di vulcanesimo avvenuti nel Cenozoico. Tali episodi diedero origine a ovest ai monti degli altipiani del Cézallier, dell'Aubrac, del Cantal e al massiccio del Mont Dore nel quale sorge il Puy de Sancy, il punto più elevato dell'Alvernia (1886 m s.l.m.). La catena montuosa dei Monts Dômes (formata da ottanta vulcani spenti in un arco di circa 40 km), nata dalle più recenti eruzioni vulcaniche avvenute meno di 8 000 anni fa, corre da nord a sud. Le aree montuose dell'est, anch'esse di origine vulcanica, come quella dell'altopiano di Devès, sono state originate da un'attività vulcanica meno importante. Infine, la parte settentrionale della regione (l'Allier) è un paese di colline. Il territorio regionale è diviso in due, sempre in direzione nord-sud, da una pianura, la valle dell'Allier. A ovest degli altipiani occidentali dominano la valle della Sioule e la riva sinistra della Dordogna superiore, mentre a est degli altipiani orientali si trovano le terre del Forez, della Margeride e del Livradois.
L'Alvernia, regione occupata per due terzi da montagne e identificata nel dopo-guerra come la parte centrale della cosiddetta "diagonale del vuoto", è rimasta fuori delle linee di comunicazione storiche della Francia, come il corridoio del Rodano o il litorale atlantico. Questo isolamento persiste ancora oggi, nonostante la volontà delle istituzioni di promuovere la realizzazione di infrastrutture di comunicazione e di servizio in tutta la regione. Tale situazione, che non era favorevole allo sviluppo economico e urbano, è stata uno dei fattori che hanno contribuito alla stagnazione, e addirittura al calo demografico, della popolazione della regione.

### Monti
La cima più alta dell'Alvernia è il Puy de Sancy (1885 m s.l.m.). Altri monti rilevanti che sorgono nella regione sono:

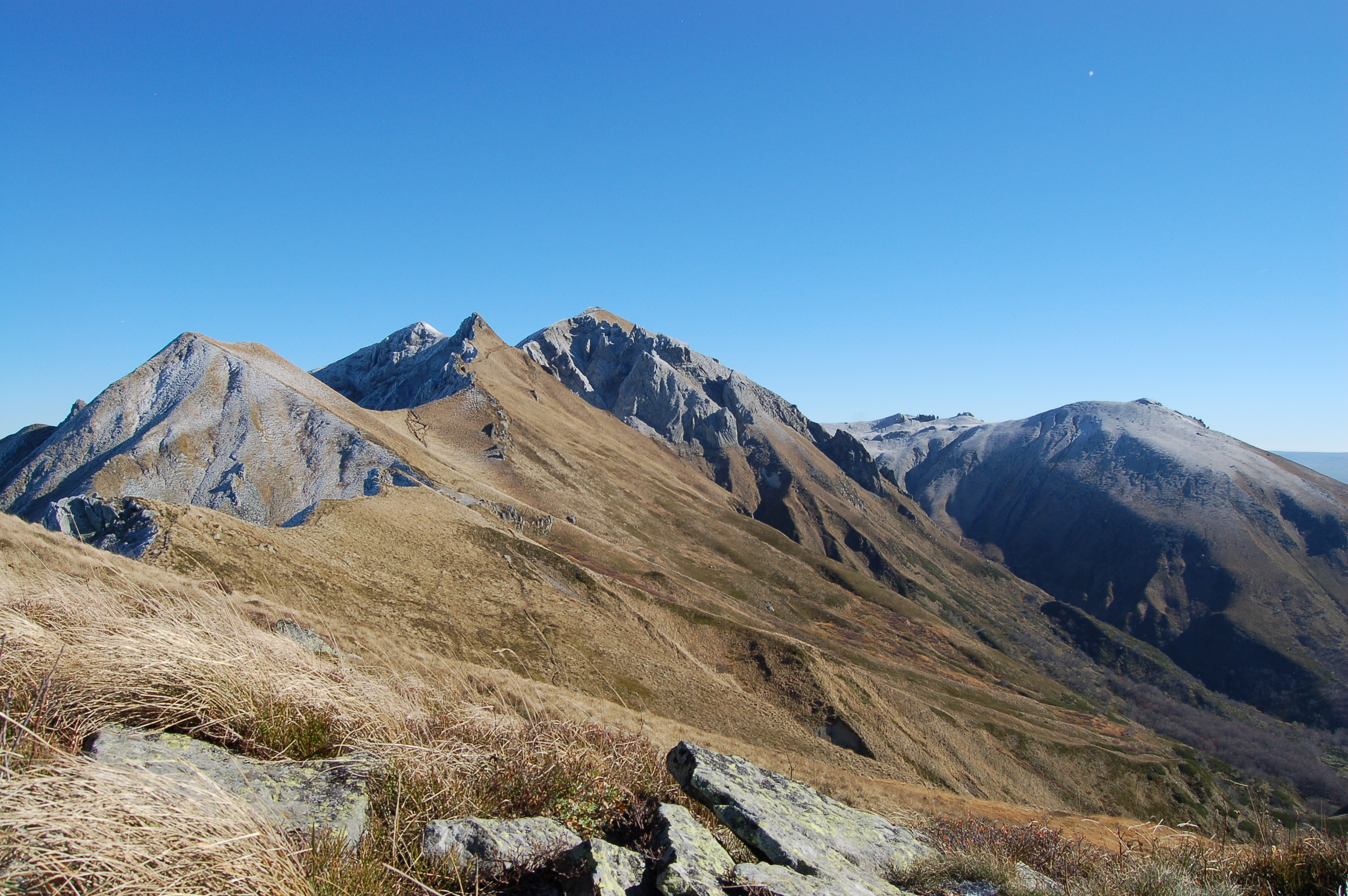
Vista del Puy de Sancy

- L'Aigle (1700 m)
- Montagne de la Plate (1537 m)
- Plomb du Cantal (1855 m)
- Puy Bataillouse (1683 m)
- Puy Chavaroche (1739 m)
- Puy de Cacadogne (1785 m)
- Puy de l'Angle (1738 m)
- Puy de Peyre Arse (1806 m)
- Puy de Seycheuse (1650 m)
- Puy de Dôme (1464 m)
- Puy Griou (1690 m)
- Puy Mary (1783 m)
- Puy Violent (1592 m)
- Roc des Ombres (1633 m)
- Roche de Vassivière (1673 m)
- Vallée de la Santoire (1500 m)

### Principali formazione topografiche
- Artense
- Cézallier
- Chaîne des Puys
- Combrailles
- Limagne
- Livradois
- Margeride
- Massiccio du Devès
- Meygal
- Monti del Cantal
  - Planèze de Saint-Flour
- Monti Dore
- Monti du Forez
- Monti della Madeleine
- Montagne bourbonnaise

### Fiumi

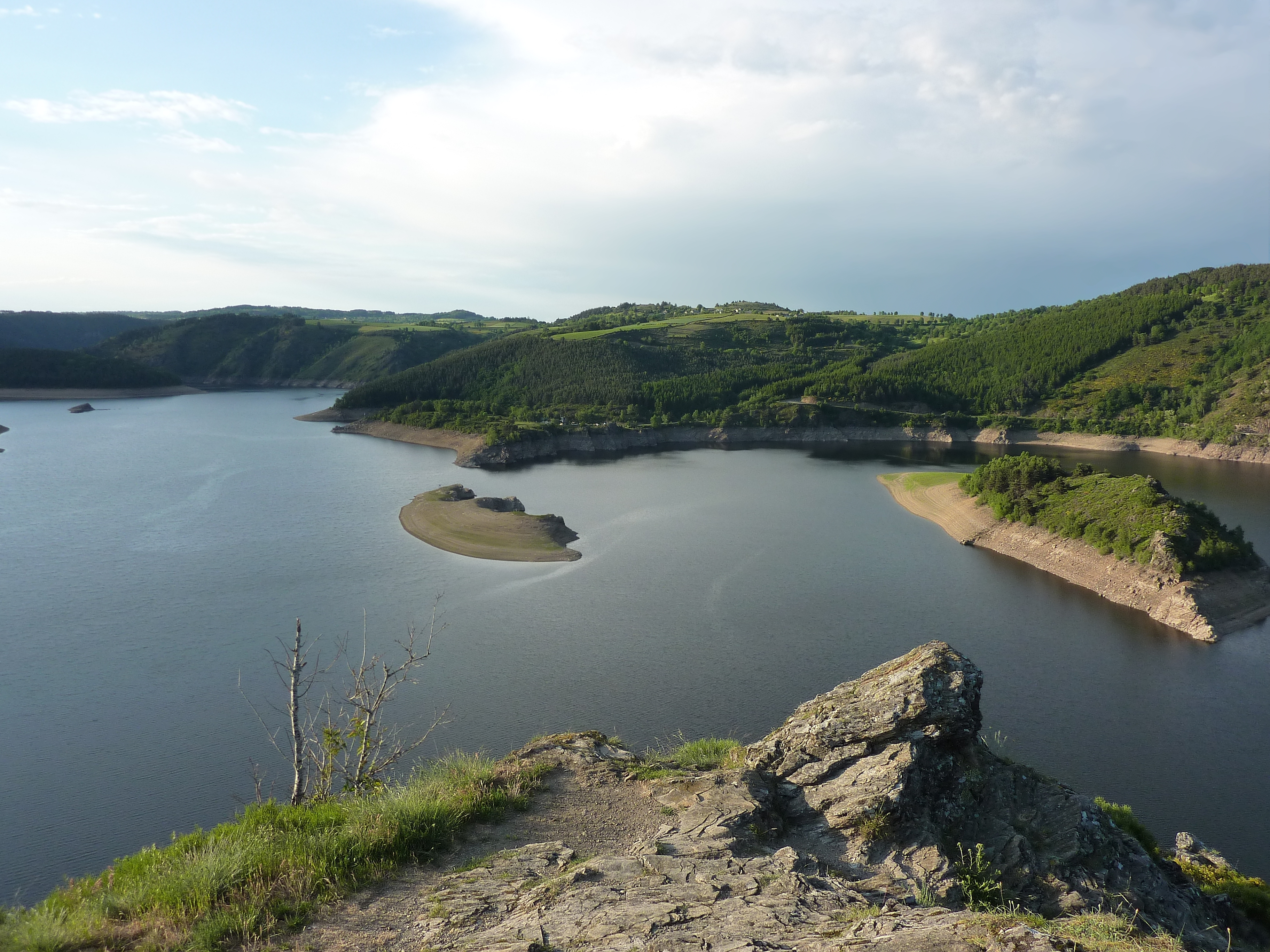
Truyère e lago di Grandval

Il fiume più importante che scorre in Alvernia è l'Allier, altri fiumi che attraversano la regione sono: la Loira, l'Aumance, le Cher, la Dordogna, Besbre, la Sioule, Impradine, la Santoire,

### Laghi
Il lago naturale più grande dell'Alvernia e il Lago d'Aydat, gli altri laghi situati nella regione sono:
Lago Chambon, Lago Chauvet, Lago Pavin, Lago di Guéry, Lago di Montcineyre, Lago de Servières, Gour di Tazenat, Lago di Bourdouze, Lago di Bouchet, Lago di Ribeyrès.

## Storia
L'Alvernia prende il suo nome dal popolo gallico degli Arverni, la tribù gallica di Vercingetorige, re al momento della invasione romana. Essa proteggeva le tribù dei Vellavi, Ruteni, Cadurci e Gabali. Il padre di Vercingetorige, Celtillo, fu eletto a tale carica prima di lui, ma venne condannato a morte dalle famiglie aristocratiche alverne per avere tentato di ristabilire a suo vantaggio il regime ereditario del titolo di re, abolito quando i Romani, vittoriosi nello scontro del 121 a.C., imposero le loro condizioni.

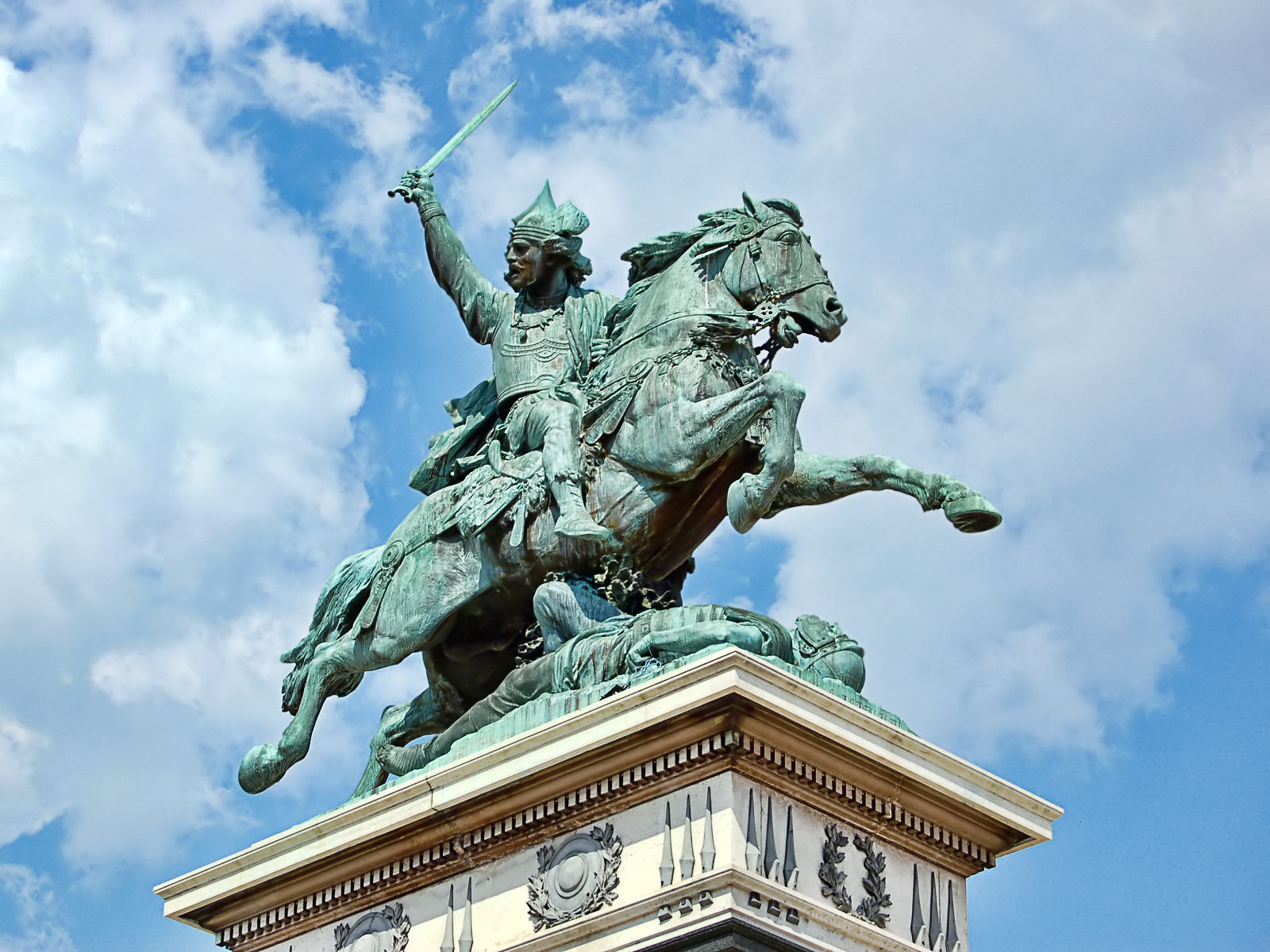
Statua equestre di Vercingetorige, a opera di Bartholdi, in Place de Jaude, a Clermont-Ferrand. L'iscrizione recita: J'ai pris les armes pour la liberté de tous.

Vercingetorige riuscì nel 53 a.C. - 52 a.C. a creare intorno a lui un'alleanza di tutte le tribù celtiche, ottenendo degli "ostaggi" (figlio o figlia di re) di ogni tribù, come garanzia della fedeltà all'alleanza di ogni tribù. Secondo recenti scavi archeologici (radio Yves Calvi con i ricercatori, ottobre 2007), la capitale degli arverni era situata tra Gergovia, Corent, Aulnat e diversi altri importanti siti entro un raggio di 35 km; ciò permette di estrapolare una popolazione centrale di 150 000 abitanti e più di 400 000 abitanti nel territorio controllato dagli arverni, alleati Cadurques (Cahors).
Gli arverni sono stati la tribù più ricca tra le antiche tribù della Gallia a causa di:
- Molte miniere d'oro, argento e altri metalli preziosi (scavate almeno dal 400 a.C.).
- Una metallurgia e un artigianato complessi. (Nel De bello Gallico, di Cesare, Vercingetorige è descritto con "una grande corazza fatta di molti pezzi d'argento assemblati che riflettono il sole").
- Coniare proprie monete e una grande forza di scambio con le tribù vicine.
- La fabbricazione di ceramiche (Lezoux, ecc.)
- Le loro vittorie sulle tribù vicine, come Edui e tribù vassalle.

Uno degli eventi storici più importanti dell'Alvernia è stata la battaglia di Gergovia, a soli 12 km da Clermont-Ferrand, dove Vercingetorige sconfisse Giulio Cesare nel 52 a.C.
La vittoria romana ad Alesia (Alise-Sainte-Reine), in Borgogna, in seguito alla costruzione di fortificazioni e trappole varie per centinaia di metri da parte dei legionari romani condusse all'imprigionamento di Vercingetorige a Roma e la creazione della città d'Augusto Nemetum (l'attuale Clermont-Ferrand), probabilmente su un preesistente sito alverniate. Recentemente è stato trovato un piede di 60 cm di una monumentale statua di 4,50 m, che rappresentava probabilmente un dio o un imperatore romano.
Nel 475 L'imperatore Giulio Nepote vendette l'Alvernia ai visigoti, nonostante la resistenza del patrizio gallo-romano Ecdicio Avito e il primo vescovo di Clermont, Gaio Sollio Sidonio Apollinare fornisce tramite i suoi scritti una testimonianza sull'Alvernia tardo-antica.

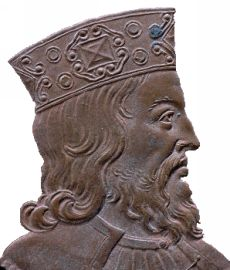
Clodoveo I

Nel 507 Clodoveo I, re dei Franchi, sconfisse i visigoti e gli aristocratici alverniati loro alleati nella Battaglia di Vouillé, conquistando effettivamente la regione, ma la resistenza alla dominazione Franca, costrinse, nel 526, Teodorico I re d'Austrasia a un serio e incisivo ripristino dell'ordine con una brutale campagna militare. La campagna non soffocò del tutto la resistenza: la dominazione in seguito fu più volte contestata.
Nel VII secolo d.C. l'Alvernia fu contesa tra la Francia e l'Aquitania. L'Alvernia, conquistata dai Carolingi, venne integrata nel regno di Aquitania, fondato nel 781 da Carlo Magno in favore di suo figlio Ludovico. Carlo III Il Semplice donò al cavaliere Aymar, primo signore di Borbone, alcuni feudi sulle rive dell'Allier, nel Borbonese, nel 913. Così il Borbonese si separò dall'Alvernia e parlerà una lingua d'oïl quando l'Alvernia parlerà (e parla) una lingua d'oc.
Gueri / Warin fu nominato Conte d'Alvernia dall'imperatore Ludovico il Pio o forse da suo figlio, il conte d'Aquitania Pipino primo.
Il suo successore e forse figlio, Guiral, prese il partito di Carlo il Calvo contro il duca d'Aquitania e venne ucciso nella battaglia di Fontenay-en-Puisaye il 25 giugno 841.
Il successore, Bernat, divenne "Conte d'Alvernia", cioè principe che non è più vassallo di nessuno (come anche i Conti di Provenza, a quel tempo).
Il secondo successore, Guilhem lou pious, divenne Conte nel 885 e Duca d'Aquitania nell'893, fino alla morte nel 918.
I Conti d'Alvernia rimasero Duchi d'Aquitania fino al 932.
Successivamente, divennero alleati, ma non vassalli, dei Duchi d'Aquitania fino al trattato di Parigi fra Philippe Auguste e Riccardo Cuor di Leone, che stabilì la pace, ma Riccardo abbandonò il suo alleato alverniate, il Conte Guy Secondo e la Francia provò a invadere l'Alvernia, impossessandosi del castello di Tournoël e, temporaneamente, anche della capitale Riom.
Nel 1212 i contrasti tra il conte Guido II d'Alvernia e il fratello vescovo Robert di Clermont provocarono l'intervento del re Filippo Augusto che divise la regione in quattro giurisdizioni ossia tra i vescovi di Clermont, i Conti d'Alvernia, i Delfini d'Alvernia e la Terra d'Alvernia, quest'ultima prima sotto il controllo regio ma poi ceduta a un ramo della famiglia reale con il titolo di Duchi d'Alvernia. Tale divisione continuò ad esistere fino al Seicento quando i vescovi rinunciarono di fatto ai loro privilegi e i domini dei signori secolari passarono alla Corona.
La Contea d'Alvernia comprendeva nel Medioevo gli attuali dipartimenti di Puy-de-Dôme e di Cantal, così come anche la parte orientale dell'Alta Loira con Brioude.

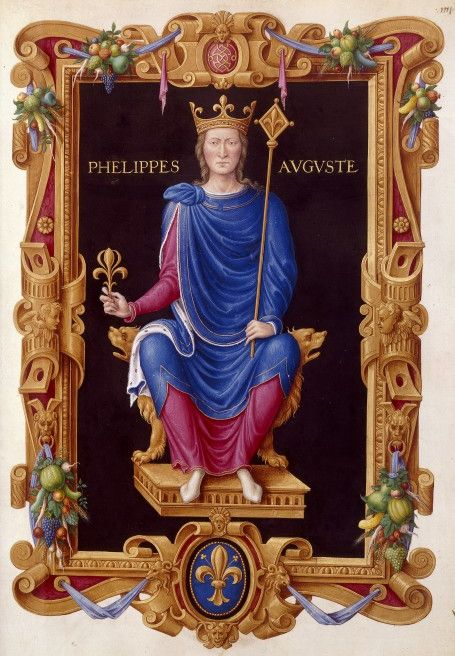
Ritratto di Filippo II

Juon Segound, divenuto conte d'Alvernia e di Boulogne (1386-1404), fu catastrofico, tanto che sua moglie, Alienor di Comminges fuggì a Urgell in Catalogna dove aveva famiglia, lasciando sua figlia Juana sotto la protezione del Conte di Foix e del Principe del Béarn, Gastou Febus.
Il Conte d'Alvernia aveva debiti importanti e lasciò che Febus maritasse su figlia dell'età di dodici anni con il duca di Berry, fratello del re Carlo VI, che aveva più di cinquanta anni.
In seguito venne costituita di nuovo la Contea d'Alvernia, che non dipendeva più dal Duca di Berry: i signori erano principi e talvolta principesse di sangue reale francese.

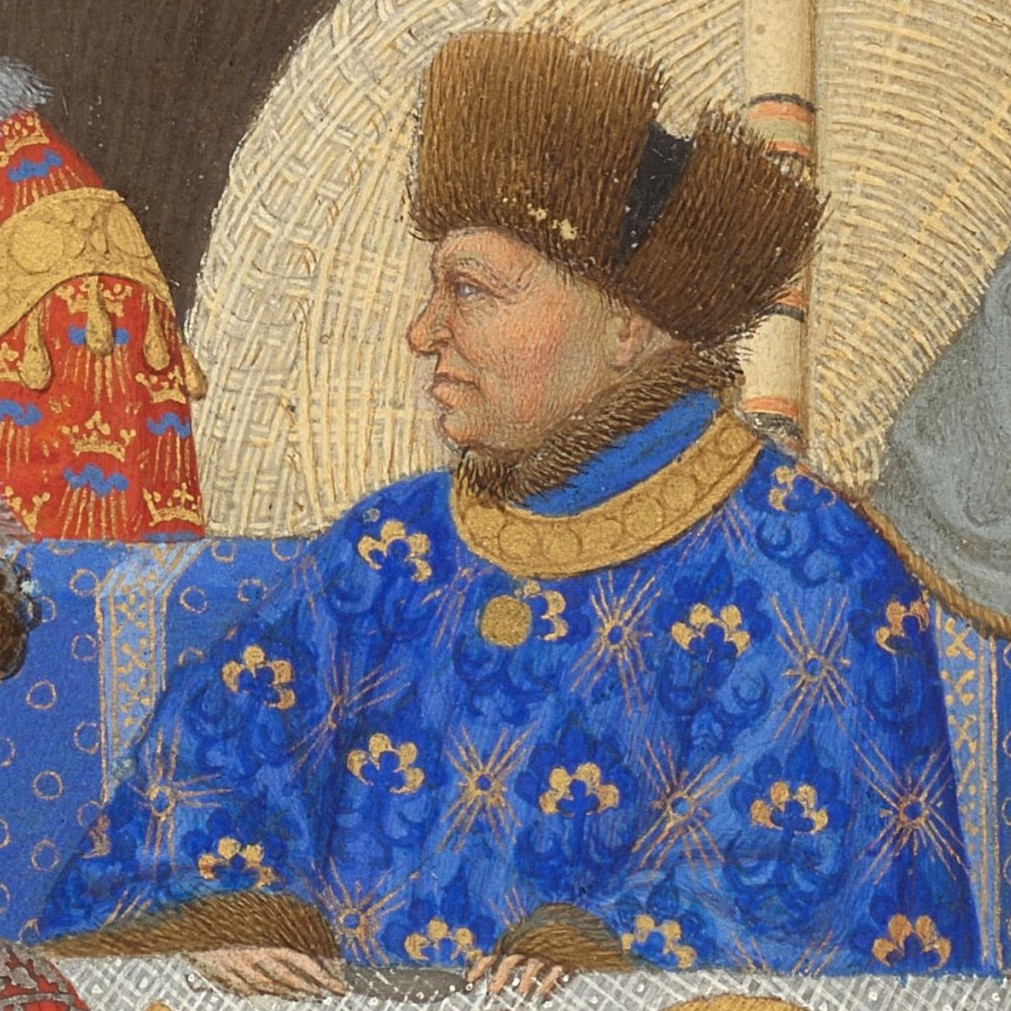
Giovanni, Duca di Berry

I Duchi di Borbone, acquisirono, nel 1416, tramite tale matrimonio, il ducato d'Alvernia. Nel 1521 Francesco I di Francia confiscò tutti i possedimenti di Carlo III di Borbone-Montpensier, che comprendevano, oltre all'Alvernia, anche il Borbone e Montpensier. Francesco I darà il ducato d'Alvernia a sua madre Luisa di Savoia.
Nel 1531, dopo la morte di Luisa di Savoia, il ducato D'Alvernia tornò nel dominio reale.
Nel 1536 la Regina di Francia Caterina de Medici ereditò da sua zia Anna de la Tour d'Auvergne l'ultimo lembo della contea, che consentì l'integrazione ai domini reali di quest'ultimo feudo nel cuore dell'Alvernia.
Nel 1542 venne creata la généralité de Riom. Sempre a Riom venne installato nel 1551 un Présidial, creazione dell'Intendenza d'Alvernia nel 1616.
Luigi XIV di Francia, nel 1665, istituì un tribunale d'emergenza temporanea, i Grandi Giorni d'Alvernia, dando un'altra occasione per condannare un certo numero di abusi commessi da nobili della regione.
Alla morte di Anna Maria Luisa d'Orléans anche il Delfinato tornò alla corona.
Nel 1790, con la rivoluzione francese, l'antica provincia scomparve come entità amministrativa.
Più tardi, a partire dalla Quarta Repubblica francese, la Francia si dotò di una nuova struttura intermedia tra il livello dipartimentale e il livello nazionale; tali enti, le regioni diventarono ufficiali nel 1972.
La Regione amministrativa d'Alvernia, la più grande delle antiche province, venne a comprendere quattro dipartimenti situati direttamente nella zona d'influenza economica di Clermont-Ferrand:
- Allier
- Cantal
- Alta Loira
- Puy-de-Dôme

Il Cantal e parte del Puy-de-Dôme corrispondono all'antica provincia di Montagne, o Alta-Alvernia. L'Allier corrisponde grosso modo alla provincia storica del Borbonese, l'Alta-Loira il Velay include l'antica provincia della Linguadoca. La regione, inoltre, copre una parte della superficie del Lyonnais.
Durante la seconda guerra mondiale Vichy è stata la sede del governo francese collaborazionista.

## Infrastrutture e trasporti

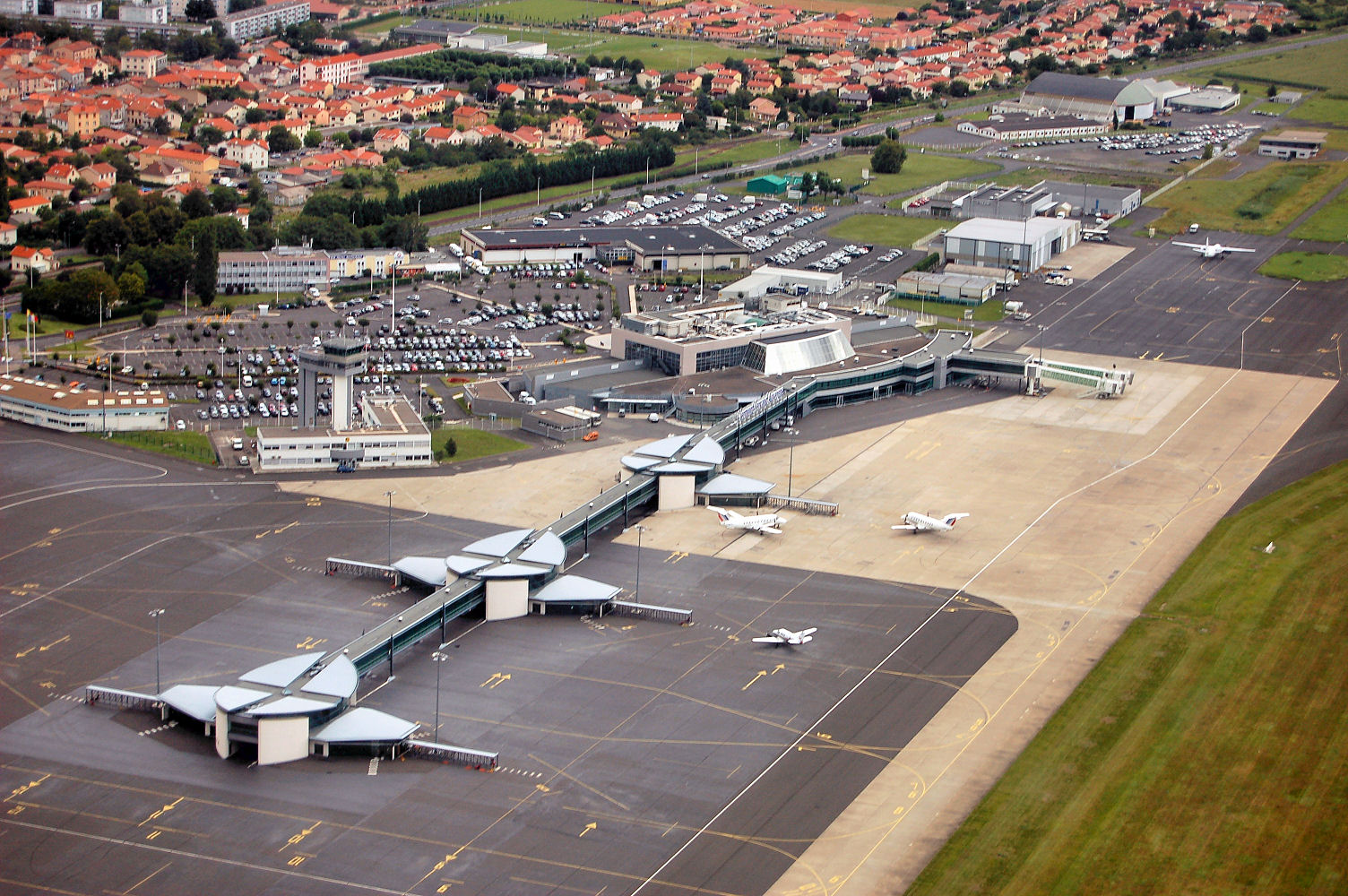
L'hub dell'aeroporto Clermont-Ferrand Auvergne

Il completamento della costruzione degli assi autostradali nord-sud (Parigi-Montpellier-Spagna) ed est-ovest (Bordeaux-Lione-Ginevra, le autostrade A71, A75 e A89), s'incrociano a Clermont-Ferrand, permettendo adesso di collegare tutte le grandi metropoli nazionali. L'unico anello mancante per il Mediterraneo (a 2:45 ore) è il Viadotto di Millau.
La qualità delle strade è eccellente su tutte le reti nazionali e dipartimentali, permettendo di collegare Parigi a Clermont-Ferrand in tre ore e mezzo.
L'Aeroporto di Clermont-Ferrand Auvergne ospita l'hub regionale di Air France e nel 2003 ha superato il tetto di un milione di passeggeri all'anno. Altri aeroporti che servono la regione sono: l'Aeroporto d'Aurillac nel dipartimento di Cantal e l'Aeroporto di Montluçon Guéret, quest'ultimo però si trova nel dipartimento della Creuse, nella vicina regione del Limosino.
Allo stesso modo l'elettrificazione e il miglioramento della linea SNCF Parigi-Clermont-Ferrand, e la messa in servizio del materiale della "Téoz" nel settembre del 2003, consente a Clermont di stare a tre ore (o 3h30) da Parigi (treni diretti).
Il miglioramento della Clermont-Lione dovrebbe consentire all'Alvernia di beneficiare dalla stazione di Part-Dieu come accesso al TGV Mediterraneo e alle future linee Reno-Rodano e transalpine. Il Consiglio regionale dell'Alvernia sostiene il progetto della Transversale Alpes Auvergne Atlantique proposto dalla associazione ALTRO.
Dal 1º gennaio 2002 la regione gestisce il servizio TER, servizio in virtù di un accordo con SNCF. I servizi nei sobborghi di Clermont sono stati aumentati in misura significativa (l'intervallo un treno e il successivo è di 15 minuti nella prima corona).

## Economia
Nonostante il suo piccolo mercato locale, la regione è sede d'importanti aziende nazionali e internazionali come Michelin, Limagrain (sementi), Gruppo Centre France - La Montagne (Stampa), Volvic (Gruppo Danone) e molte dinamiche PMI attorno all'Università Blaise Pascal e le grandi scuole (avvocati, ingegneri, medici e scuola commercio) del capoluogo, Clermont-Ferrand.
La maggior parte di queste esporta oltre il 75% della loro produzione in tutto il mondo.

### Agricoltura
Con 41 000 posti di lavoro l'agricoltura rappresenta l'8,5% dei posti di lavoro regionali, il doppio della media nazionale.

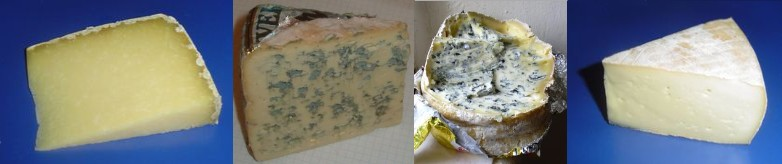
I quattro formaggi DOP d'Alvernia: Cantal, Bleu d'Auvergne, Fourme d'Ambert, Saint-Nectaire

Nelle sue regioni montuose, l'Alvernia è principalmente orientata all'allevamento di bestiame destinato alla produzione di latte, culla delle razze bovine Salers e Aubrac. Si tratta di una regione importante per la produzione di formaggi DOP con cinque specialità: blu d'Auvergne, Cantal, Fourme d'Ambert, Salers, Saint-Nectaire. Con 50 000 tonnellate, produce un quarto della produzione francese di formaggi DOP. Sul territorio dell'Alvernia si produce anche il Roquefort e il Bleu des Causses.
Essa dovrebbe includere anche la produzione di lenticchie verdi di Puy (denominazione DOP), sugli altipiani del Velay in Alta Loira.
Nell'Allier si alleva un patrimonio zootecnico orientato alla produzione di carne. L'Alvernia organizza ogni anno nel mese di ottobre il "vertice dei capi di bestiame" a Cournon-d'Auvergne, il primo evento del suo genere in Europa.
Nelle zone basse, il dipartimento dell'Allier, la Limagne, si praticano le grandi colture: cereali (frumento, orzo, granturco), i semi oleosi (colza, girasole) e la barbabietola da zucchero. È a Clermont-Ferrand, che c'è la più meridionale fabbrica francese di lavorazione della barbabietola.
Da notare, nel nord dell'Allier, la Foresta Tronçais (10 400 ettari), che è anche una curiosità turistica. Foresta di querce, creata all'epoca di Colbert per le esigenze della Marina, a oggi fornisce, tra l'altro, il legno utilizzato per la fabbricazione di barili di Grand Cru. Essa è una delle più grandi d'Europa.
Infine, la città di Chappes vicino a Clermont-Ferrand, ospita la sede della quarta più grande produttrice globale di sementi, la Limagrain. Questa società ha una rete di ricerca composta da cinquanta stazioni selezionatrici, sette laboratori di biotecnologia e di tre laboratori di ricerca degli ingredienti, il che la rende, con l'INRA e la Michelin, uno dei principali poli di ricerca della regione, con una spesa 60 milioni di euro all'anno per la ricerca e sviluppo.

### Industria
L'Alvernia è una regione relativamente industrializzata, dove la quota popolazione economicamente attiva nell'industria conta per il 22% (110 000) contro il 18% della media nazionale.
La principale industria della regione è il settore degli pneumatici, rappresentato dalla Michelin, leader mondiale nel settore, la cui sede sociale e storica si trova a Clermont-Ferrand, dalla Kleber (attualmente della Michelin), e della Sumitomo-Dunlop, che si trova a Montluçon.
Nella regione esiste un tessuto diversificato di piccole industrie: metallurgiche (Auber et Duval), meccanica, farmaceutica (MSD-Chibret), agroalimentari (cereali, carne (Salers, limousine), formaggio (Saint-Nectaire, chèvres, bleus d'Auvergne), acqua minerale, ecc.) in particolare nel Puy-de-Dôme e l'Alta-Loira.
Questi includono la coltelleria a Thiers, la metallurgia a Issoire a la dentelleria a Le Puy, il pizzo e la zootecnica e la trasformazione dei prodotti alimentari nel Cantal.
L'Alvernia è inoltre è uno dei principali centri di ricerca in Francia, con oltre 8 000 ricercatori nei settori dei prodotti chimici, pneumatici, acciai, scienze mediche e prodotti farmaceutici, nella ricerca agricola, in biotecnologie, sismologia e meteorologia.
Le industrie agroalimentari, con le loro acque minerali, prodotti lattiero-caseari, carni, silvicoltura, miele, confetture e frutta impiegano più di 12 000 dipendenti.

### Turismo

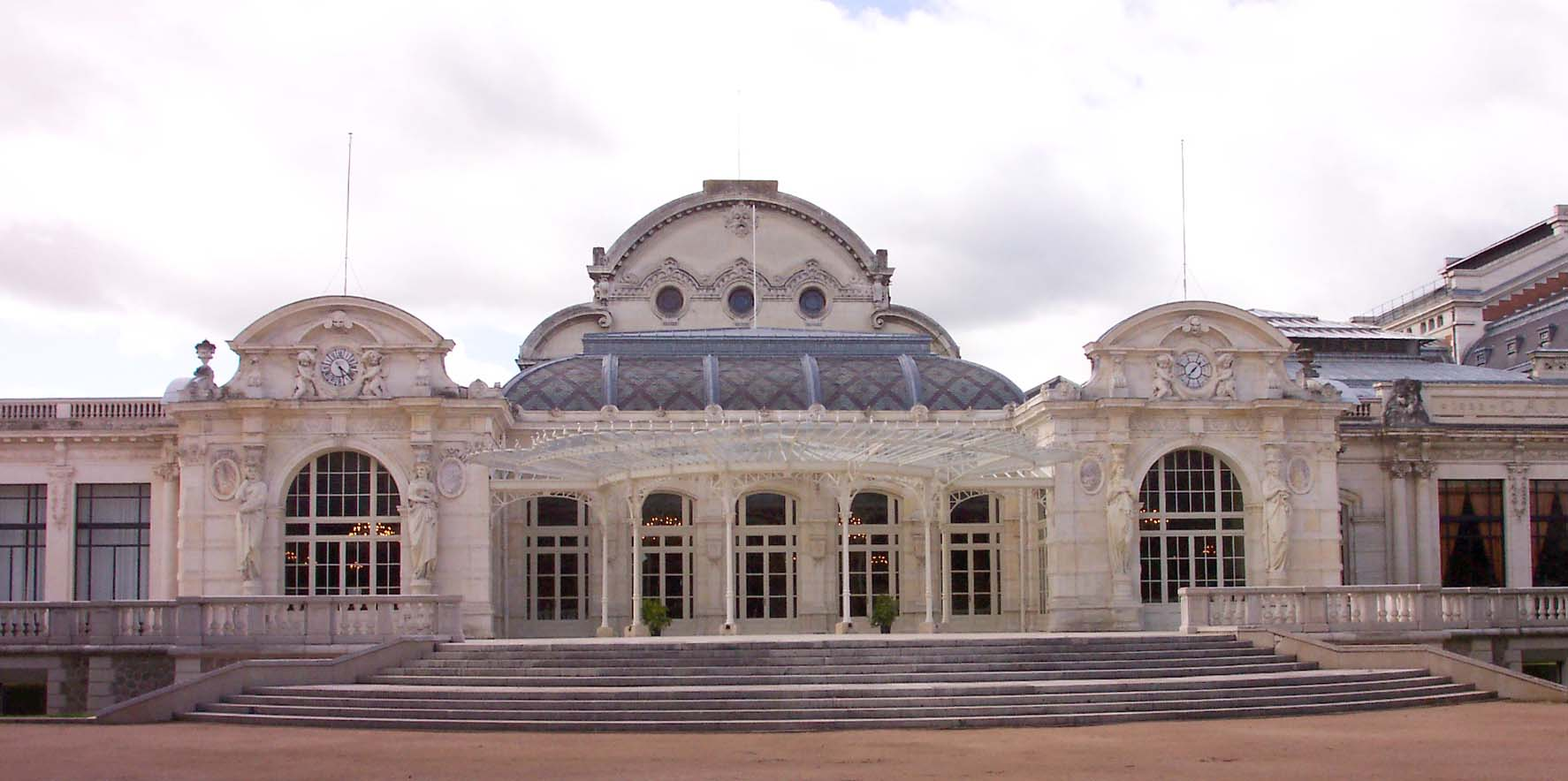
Palazzo dei congressi di Vichy

L'Alvernia beneficia d'abbondanti fonti ricche di sali minerali, le cui acque sono commercializzate. La più nota è quella di Volvic, il cui marchio omonimo orienta notoriamente la propria strategia pubblicitaria sulla promozione del patrimonio geologico della regione.
Vichy, sotto l'impulso di Napoleone III di Francia, diventò nella seconda metà del XIX secolo la "Regina delle città d'acqua".
Le stazioni termali di La Bourboule nel Puy-de-Dôme, create nel 1875 in seguito alla scoperta delle sorgenti termali, divenne un importante centro turistico, in particolare intorno al 1900, quando ospitava 10 000 pazienti ogni anno. La frequenza a oggi è molto più bassa.
Il turismo è in crescita nella regione e in particolare nel Parco Naturale Regionale dei Vulcani d'Alvernia.
Vulcania, parco di divertimenti incentrato sul vulcanismo, è una attrazione turistica aperta nel febbraio 2002, che riceve annualmente oltre 300 000 visitatori. Nel dipartimento di Allier, a Dompierre-sur-Besbre, il Pal richiama inoltre più di 300 000 visitatori all'anno mediante la combinazione di strutture di un parco giochi e di un grande parco animale.
La regione ha molte stazioni sciistiche, che sono i principali Super Besse e Mont-Dore nel massiccio du Sancy, e Super Lioran sul massiccio cantaliano. Ma l'Alvernia ha anche diverse aree dedicate allo sci di fondo come Guery.

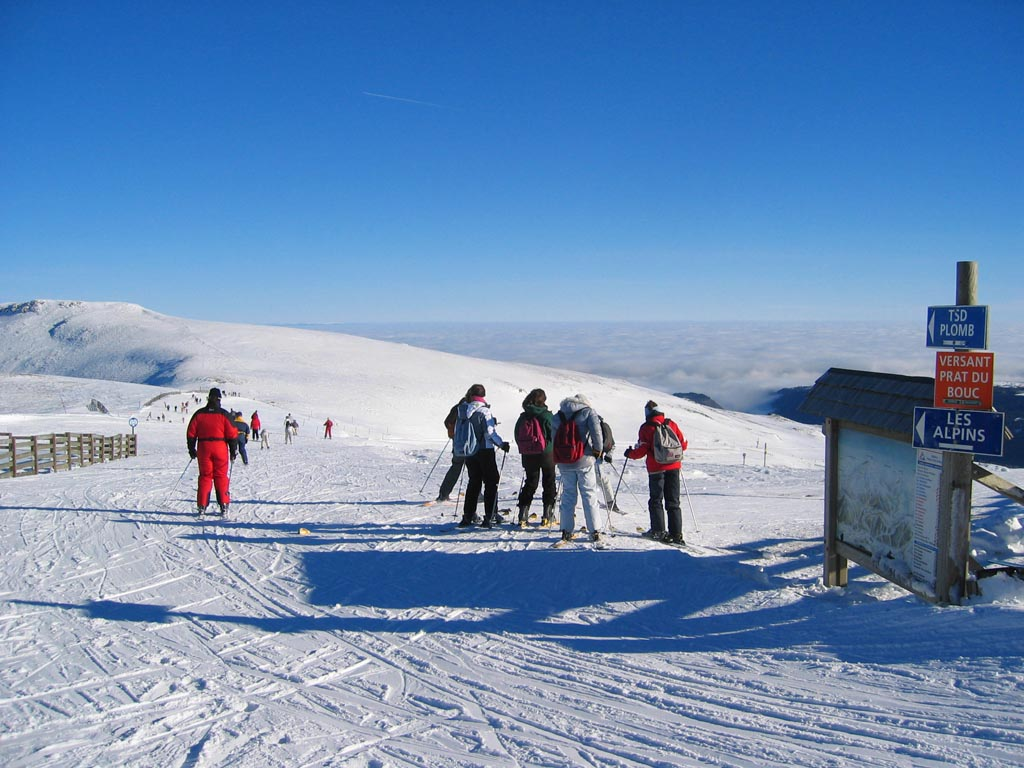
Stazione di sci di Super Lioran

In totale la regione ha oltre 170 000 posti letto turistici, soprattutto campeggi, alberghi e appartamenti ammobiliati da turismo, e 410 000 posti letto in residenze secondarie.
Ogni anno la regione riceve circa dai 10 agli 11 milioni di pernottamenti in sistemazioni commerciali, da 5 a 6 milioni di pernottamenti in residenze secondarie, e da 10 a 12 milioni di pernottamenti fatti con parenti o amici.
Secondo il lavoro svolto dalla S.P.O.T. Auvergne (Osservatorio regionale del turismo), i turisti che soggiornano contribuiscono annualmente tra 1,2 e 1,3 miliardi di euro all'economia regionale. Le consumazioni turistiche totali sono tra i 2,5 e 2,8 miliardi di euro, che rappresentano oltre il 7% del prodotto interno lordo regionale.
L'Alvernia rappresenta globalmente il 2,5 e 3% dell'industria turistica nazionale totali, occupando tra i 12 000 e 25 000 unità lavorative retribuite, fortemente variabili a causa della forte stagionalità.
Le principali mete turistiche della regione sono:
- Aurillac (30551 ab.), antica capitale dell'Alvernia e oggi capoluogo del dipartimento del Cantal, ha un bel centro storico che attornia l'abbazia di St. Gerard fondata nel sec. X e ricostruita interamente dopo la distruzione subita alla metà del Seicento. Nella scuola abbaziale si formò Gerbert, primo papa francese che prese il nome di Silvestro II (999-1003). Notevole la "Madonna nera" della chiesa di Notre Dame de Neiges, statua lignea del XVII secolo. In un'ala del castello di St. Etienne vi è il "Museo dei vulcani", con un'interessante collezione di minerali e sale di esposizione sul fenomeno del vulcanismo.
- Brioude con la basilica di St. Julien, la più grande chiesa romanica dell'Alvernia con muri policromi e affreschi (secoli XI-XIII).

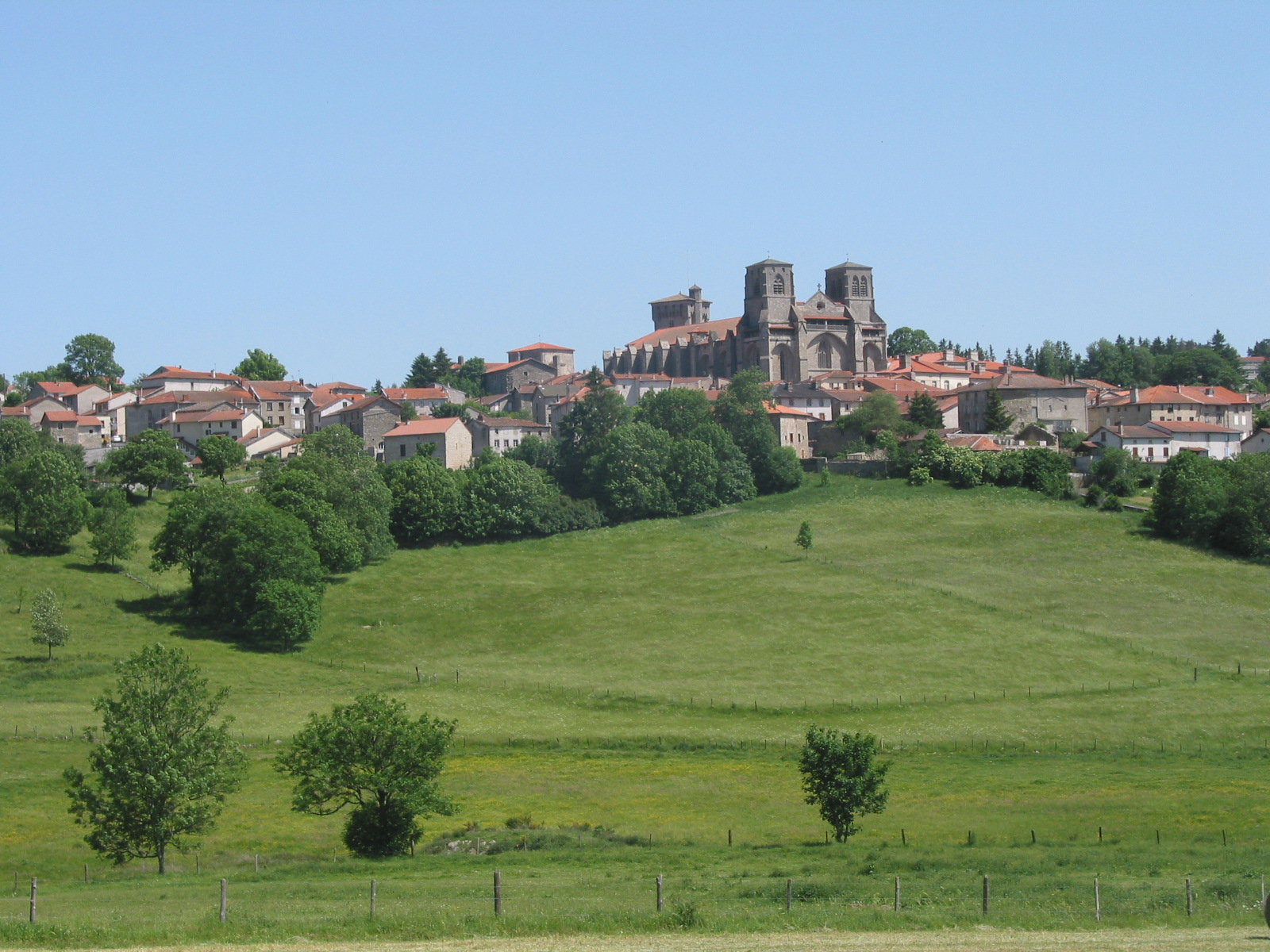
Panorama di La Chaise-Dieu.

- La Chaise-Dieu, con la chiesa abbaziale gotica di St. Robert del XIV secolo con il chiostro; è a tre navate e ha al centro del coro la tomba del papa Clemente VI; di notevole interesse sono gli arazzi di Bruxelles e Arras e l'affresco del XV secolo della Danza macabra.
- Clermont-Ferrand, il capoluogo della regione (175000 ab.) e del dipartimento del Puy-de-Dôme, centro mondiale dell'industria degli pneumatici (Michelin), sede di Università e sede episcopale. È patria di Blaise Pascal, insigne matematico e filosofo del XVII secolo. Nel 1095 fu punto di riferimento per la prima crociata indetta dal papa Urbano II.
Da vedere:
  1. La cattedrale di Notre-Dame, gotica, nota per le vetrate
  2. Place de Jaude, piazza alberata con la statua di Vercingetorige opera del 1903 di Frédéric Bartholdi; autore anche della statua della Libertà di New York
  3. Notre Dame du Port, prototipo delle chiese romaniche dell'Alvernia dei secoli XI-XIII
  4. Montferrand borgo a 2 km dalla città con un complesso di case gotiche e rinascimentali dei secoli XV e XVI. Era città rivale di Clermont che l'incorporò nel 1731 prendendo il nome di Clermont-Ferrand
  5. Royat a 4,5 km dalla Place de Jaude, che è un importante centro idrominerale con la singolare chiesa romanica fortificata del sec. XIII di St. Leger dotata di merli e beccatelli
- Moulins (27000 ab.), capoluogo del dipartimento dell'Allier, già borgo medioevale che ha preso il nome dai numerosi mulini presenti un tempo sul fiume Allier. Fu capitale del ducato di Borbone fino alla metà del sec. XVI. Di rilievo la Cattedrale di Notre-Dame di stile gotico fiammeggiante del 1468-1507 con all'interno la venerata statua lignea della "Madonna nera" e in sagrestia i due famosi trittici: uno della fine del XV secolo considerato un capolavoro dei primitivi francesi, ha al centro la Madonna in trono tra angeli e sulle ante i committenti Pietro II di Borbone e Anna di Beaujeu ed è opera di un artista ignoto detto Maestro di Moulins. Il Musée du Folklore è dedicato al folclore del Bourbonnais con ricostruzione di ambienti, costumi e raccolte iconografiche.

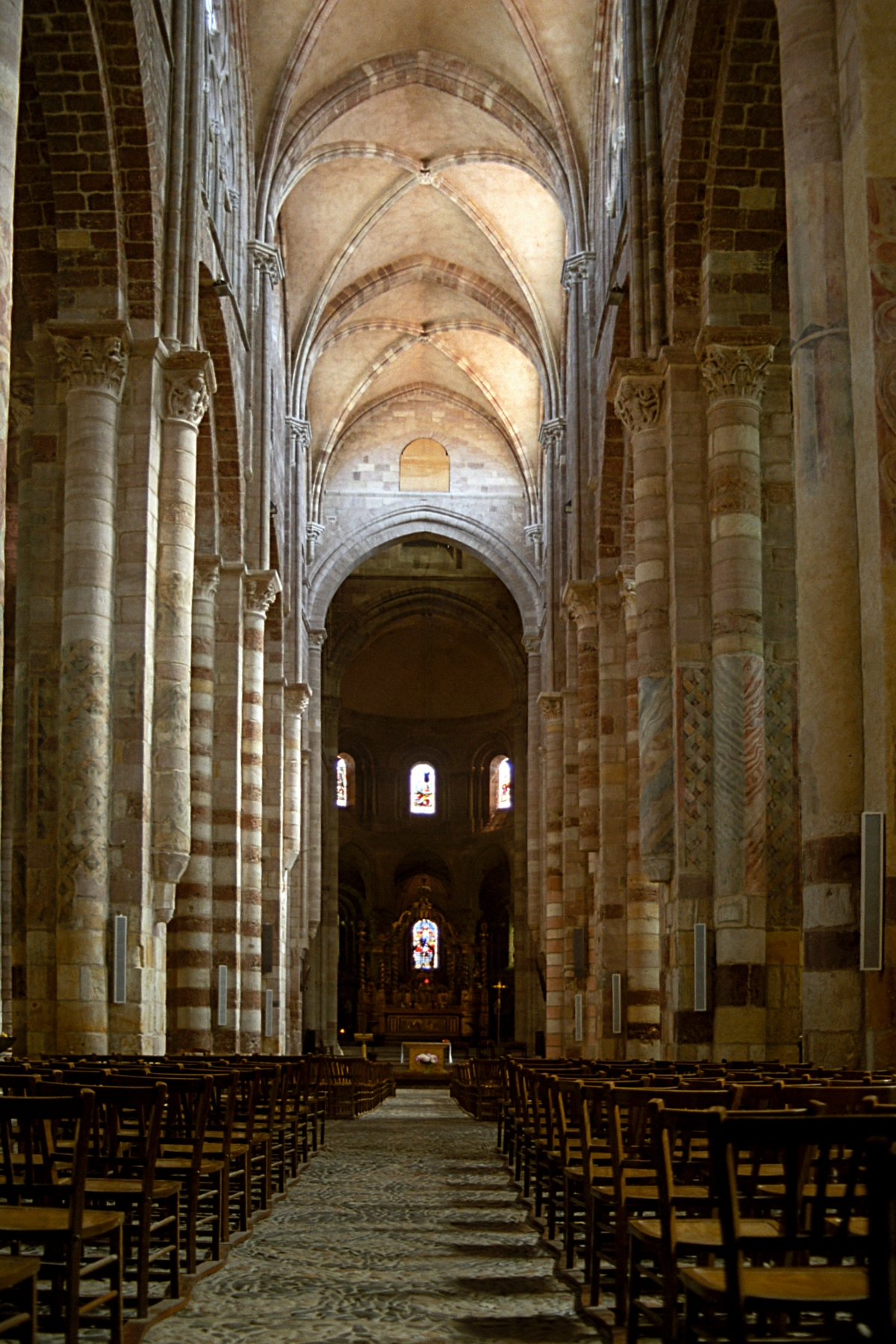
Interno della basilica Saint-Julien a Brioude

- Le Mont Dore (1050 m è una rinomata stazione termale già nota ai Romani e anche stazione di sport invernali in una cerchia di monti del massiccio di Mont Dore. Una funivia porta al Salon du capucin (1286 m) e da qui, salendo per un sentiero, si raggiunge il Pic du Capucin (1463 m) dal quale sono visibili la Dordogna e la catena dei Puys. Nei dintorni a 4 km c'è il Pied du Sancy da dove una funivia porta alla più alta vetta della Francia centrale il Puy de Sancy (1885 m) da cui il panorama spazia sull'Alvernia fino alle alpi del Delfinato, a 7 km si trova La Bourboule frequentata stazione idrominerale sulla Dordogna.
- Orcival, piccolo villaggio in bellissima posizione con la bella chiesa romanica del sec. XII dedicata a Notre Dame.
- Le Puy, capoluogo del dipartimento dell'Alta Loira e sede vescovile (30000 ab.), è una pittoresca cittadina sovrastata da enormi picchi vulcanici (i puys). È rinomata per le sue chiese, mete di pellegrinaggi, e per l'artigianato del ricamo. Imponente la cattedrale di Notre-Dame, chiesa in posizione dominante raggiungibile con una monumentale scalinata, meta fin dal Medioevo di pellegrinaggi alla "Madonna nera" e tutt'oggi uno dei punti di partenza del Cammino di Santiago di Compostela. Celebre anche la statua monumentale che rappresenta la Madonna detta Notre-Dame de France ottenuta dalla fusione dei cannoni catturati durante l'assedio di Sebastopoli.
- Puy de Dôme, cono vulcanico a quota 1465 m sacro ai Romani, sulla cui sommità sono i resti di un tempio a Mercurio, e ai Galli.
- Riom, cittadina industriale, antica capitale del ducato d'Alvernia.
Di rilievo la Sainte Chapelle un tempo fortezza dei duchi di Berry, la basilica di St. Amable, romanico-gotica dei secoli XII e XIII e con facciata settecentesca, la chiesa di Notre Dame du Marturet dei secoli XIV-XV con in una cappella la "Madonna dell'uccellino", opera scultorea del Trecento.
- Saint-Flour è un antico borgo fortificato di 7 600 abitanti situato su una colata di lava ha la bella cattedrale di St. Pierre et St. Flour costruita su pietra basaltica nera dell'Abbazia di Cluny nel sec. XI, e il castello di Pesteil, con torrione del Trecento.
- Saint-Nectaire, stazione idrominerale, ospita la bella chiesa romanica di St. Nectaire (sec. XII), in parte rifatta nel XIX secolo, della quale è interessante anche il ricco "Tesoro".
- Salers, cittadina medioevale con mura antiche e notevoli edifici che si affacciano sulla Grande Place.
- Vichy (33000 ab.) posta ai margini settentrionali dell'Alvernia sul fiume Allier è una moderna cittadina termale di fama mondiale che, durante l'occupazione tedesca dal 1940 al 1944, fu sede del governo collaborazionista francese del maresciallo Petain. È dotata di parchi, viali, alberghi e il Grand Etablissement Thermal del 1903, il più grande d'Europa, che sfrutta acque bicarbonate, clorure e solfate note dal tempo dei Romani per la cura dell'apparato digerente e del sistema circolatorio.

## Società

### Evoluzione demografica
L'Alvernia è una regione abitata da circa 1,4 milioni di abitanti. Essa è divisa tra un dipartimento in forte crescita (Puy-de-Dôme, 624 000 abitanti) e i tre restanti dipartimenti (Allier, Cantal, Haute-Loire), con meno popolazione e una età media più elevata.
L'Alvernia è una regione abitata da più di 15 000 anni e, in particolare, da prima delle eruzioni vulcaniche che crearono i vulcani più giovani nella catena dei Puys (4000 a 12000 anni a.C.). Si stima che la popolazione dei solo arverni, i galli più ricchi della Gallia antica compreso il loro capo Vercingetorige all'epoca di Cesare (miniere d'oro, argento, rame...) fosse stata dell'ordine di 450 000 su un'area in prossimità dell'attuale Puy-de-Dôme tra il 200 e il 50 a.C.
Le principali zone d'insediamento si trovano su fiumi (Allier Tiretaine), le piazze di mercato (Brioude) e le aree industriali (Clermont-Ferrand, Cournon, coltelleria a Thiers, Moulins, Vichy, Aurillac, Le Puy).
Le città rappresentano oltre il 70% della popolazione, mentre le zone rurali, dopo un forte esodo rurale nei primi anni del XX secolo hanno perso la maggior parte della loro popolazione. Oggi Clermont-Ferrand, la sua capitale storica (Augusto Nemetum, terme romane), rappresenta oltre un quarto della popolazione regionale.

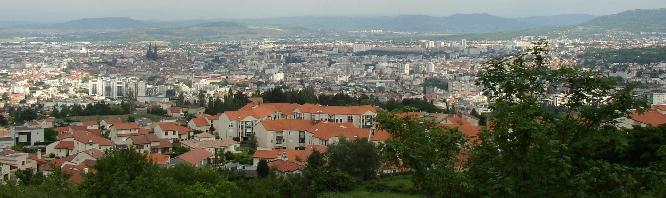
Clermont-Ferrand, il più grande agglomerato urbano alverniate.

### Città
Le più grandi città della regione (sopra i 10 000 abitanti, INSEE 2016):
- Clermont-Ferrand (142 686)
- Montluçon (36 147)
- Aurillac (25 954)
- Vichy (24 383)
- Cournon-d'Auvergne (20 126)
- Moulins (19 613)
- Le Puy-en-Velay (19 115)
- Riom (19 029)
- Chamalières (17 282)
- Cusset (12 757)
- Thiers (11 700)
- Pont-du-Château (11 191)
- Beaumont (10 976)
- Gerzat (10 534)
- Aubière (10 185)

## Cultura

### Tre regioni culturali: Alvernia, Velay e Borbonese
L'Alvernia amministrativa raggruppa territori eterogenei in termini culturali. Essa è principalmente una zona di cultura occitana, per un po' più di tre dipartimenti e mezzo sui quattro che la compongono.
La regione amministrativa "Alvernia" si compone di tre regioni storiche e culturali:
- L'Alvernia propriamente detta. I dipartimenti di Cantal e di Puy-de-Dôme, così come Brioude e Brivadois in Alta Loira, oggi rappresentano il meglio della cultura alverniate, e dove elementi importanti come la lingua, la musica e la tradizione culinaria (pôtée auvergnate (stufato)[2], Aligot, cornetto da Murat...) sono vivi.
- Il Velay, che occupa la maggior parte del dipartimento dell'Alta Loira (tranne Brioude e Brivadois), ha una storia e personalità distinte. Non vi è alcuna tradizione alverniate, anche se appartiene allo stesso gruppo culturale occitano dell'Alvernia storica.
- Il Borbonese, che coincide con il dipartimento dell'Allier, in cui convivono l'occitano (lingua d'oc) a sud (Vichy, Montluçon) e il francese (lingua d'oil) nel nord (Moulins).

### Lingue e dialetti
Ci sono due lingue autoctone nella regione Alvernia:
- Lingua occitana o d'oc si parla in quasi tutta la regione, di solito in forma di alverniate (o in forma Vivaro-alpino a Yssingeaux e linguadociano a Aurillac).
- Lingua francese o Langue d'oïl, in una forma dialettale parlata nella metà settentrionale del Borbonese (dipartimento dell'Allier), verso Moulins.

Se la metà settentrionale del Borbonese (Allier) è di lingua d'oil, va osservato che la metà meridionale del medesimo dipartimento, nelle zone di Montluçon e Vichy, è di lingua d'oc. Il termine "dialetto borbonese" o "bourbonnais" è pertanto ambiguo: può designare sia le parlate occitane che le parlate francesi del dipartimento dell'Allier.
Secondo un sondaggio del 2006 [2], il nome più comune per l'una o l'altra delle due lingue è il termine patois (78% della popolazione) a fianco di denominazioni più specifiche (alverniate, borbonese, vellave). Tuttavia, una certa consapevolezza delle identità culturali è emersa attraverso i nomi come borbonese (5%), alverniate (10%), occitano (8%) o lingua d'oc (4%).
La lingua regionale, se d'oil o d'oc rappresenta una forte realtà della regione:
- Il 61% dichiara di capire più o meno la propria lingua regionale del quale il 22% facilmente o perfettamente.
- Il 42% dichiara di saperlo più o meno parlare di cui il 12% facilmente.
- Il 29% dichiara di saperlo più o meno leggere di cui un 10% abbastanza facilmente
- Il 17% dichiara di scriverlo più o meno di cui il 4% facilmente.

La trasmissione della lingua è essenziale per la famiglia (nonni al 61%, o vicino al 50%) con una piccola parte della rete istituzionalizzata che è la scuola (10%). Qui si pone il problema del ruolo dello Stato in essa, poiché il 40% delle persone che non hanno insegnato la lingua ai loro figli adesso se ne rammaricano.
Questo rammarico è ancora più forte nelle generazioni più giovani (58% sotto i 35 anni). Inoltre il desiderio di apprendere è molto presente. È più forte tra le persone sotto i 35 anni (23%).
Il desiderio di vedere insegnata la lingua a scuola è più forte nei seguenti dipartimenti: Alta-Loira (53%), Puy-de-Dome (51%) e Cantal (74%). L'auspicio che i bambini imparino la lingua è molto forte (41%) rafforzato specialmente tra le giovani generazioni (il 58% sotto i 35 anni).
Il 71% degli abitanti della regione dichiara di sostenere la conservazione e lo sviluppo della lingua e della cultura regionale, più al di sotto dei 35 anni (76%). Per effettuare questa operazione, vogliono che differenti istituzioni svolgano il loro ruolo:
- France 3 Auvergne dovrebbe proporre trasmissioni in lingua regionale (54%).
- la regione (54%), istruzione (43%), il Ministero della Cultura (42%) e i comuni sono considerati dagli abitanti dell'Alvernia come attori legittimati a trasmettere e di sviluppare le loro lingua e la loro cultura.